# Jutta Kleinschmidt

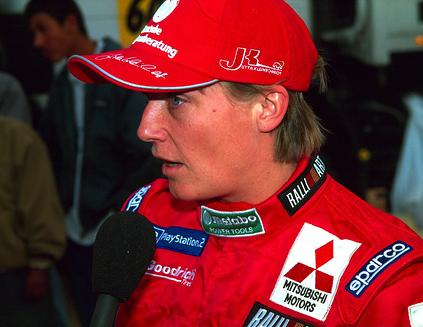
Jutta Kleinschmidt gewann 2001 als erste Frau die Rallye Dakar

Jutta Kleinschmidt (* 29. August 1962 in Köln) ist eine deutsche Rallye-Raid-Fahrerin.
Die studierte Physikerin gehört zu den weltweit erfolgreichsten Frauen im Motorsport. Sie ist die erste Frau, die die Rallye Dakar in ihrer Klasse gewinnen konnte: Ihr gelang bei der Rallye Dakar 2001 der Sieg in der Automobilwertung und damit der bis heute erst zweite deutsche Sieg nach einem deutschen Sieger bei den Trucks bei der Rallye Dakar 1985.

## Leben
Jutta Kleinschmidt wurde in Köln geboren, wuchs aber nach der Scheidung ihrer Eltern mit ihren drei Schwestern in Berchtesgaden, der Heimat ihrer Mutter, auf und ging in Berchtesgaden, Freilassing und Traunstein zur Schule, wo sie 1981 ihre Fachhochschulreife machte. Von 1982 bis 1986 studierte sie Physik-Ingenieurwesen an der Naturwissenschaftlich-Technischen Akademie in Isny und schloss als Diplomingenieurin ab. Bis 1992 arbeitete sie in der Fahrzeugentwicklung bei BMW, bevor sie sich als professionelle Rallyefahrerin (Rallye-Raid, Marathonrallye) selbstständig machte.
Neben ihrer Rennsportkarriere betätigt sich Kleinschmidt als Instruktorin und Keynote Speaker. Im Sommer 2004 absolvierte Kleinschmidt zusammen mit Joey Kelly den Race Across America im Zweierteam (mixed) und belegte mit einer Zeit von 8 Tagen und 12 Stunden den zweiten Rang.
Seit 2019 ist sie Präsidentin der Cross Country Rally Commission der Fédération Internationale de l’Automobile (FIA).
Kleinschmidt  war von 1992 bis 1998 in einer Beziehung mit Jean-Louis Schlesser und lebt in Monaco.

## Rennfahrerin

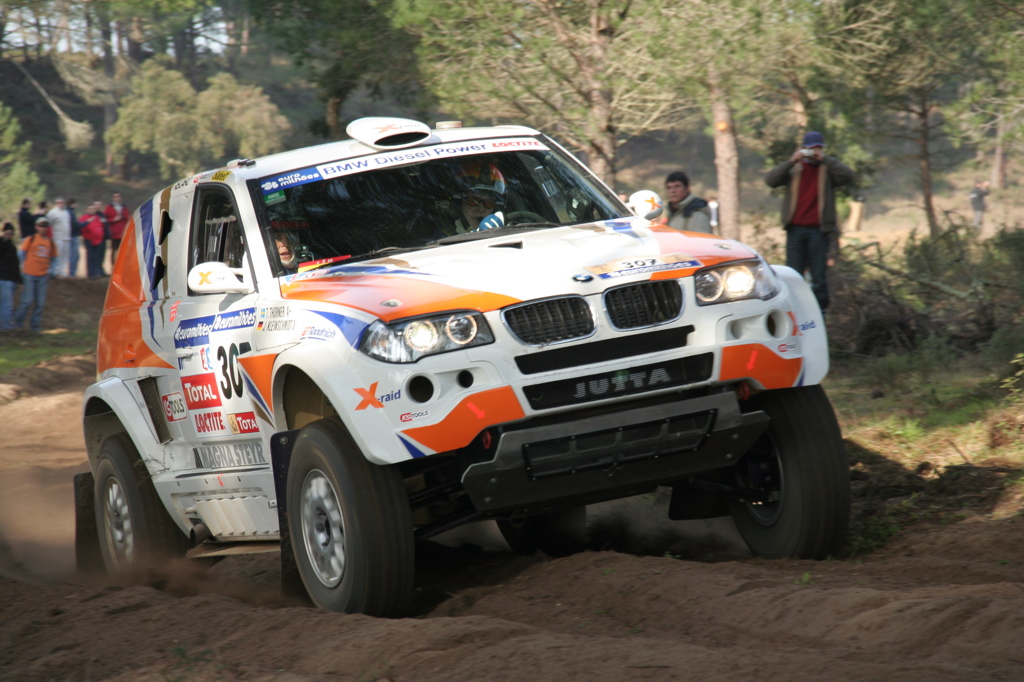
Jutta Kleinschmidt, BMW X3 CC, Rallye Dakar 2007

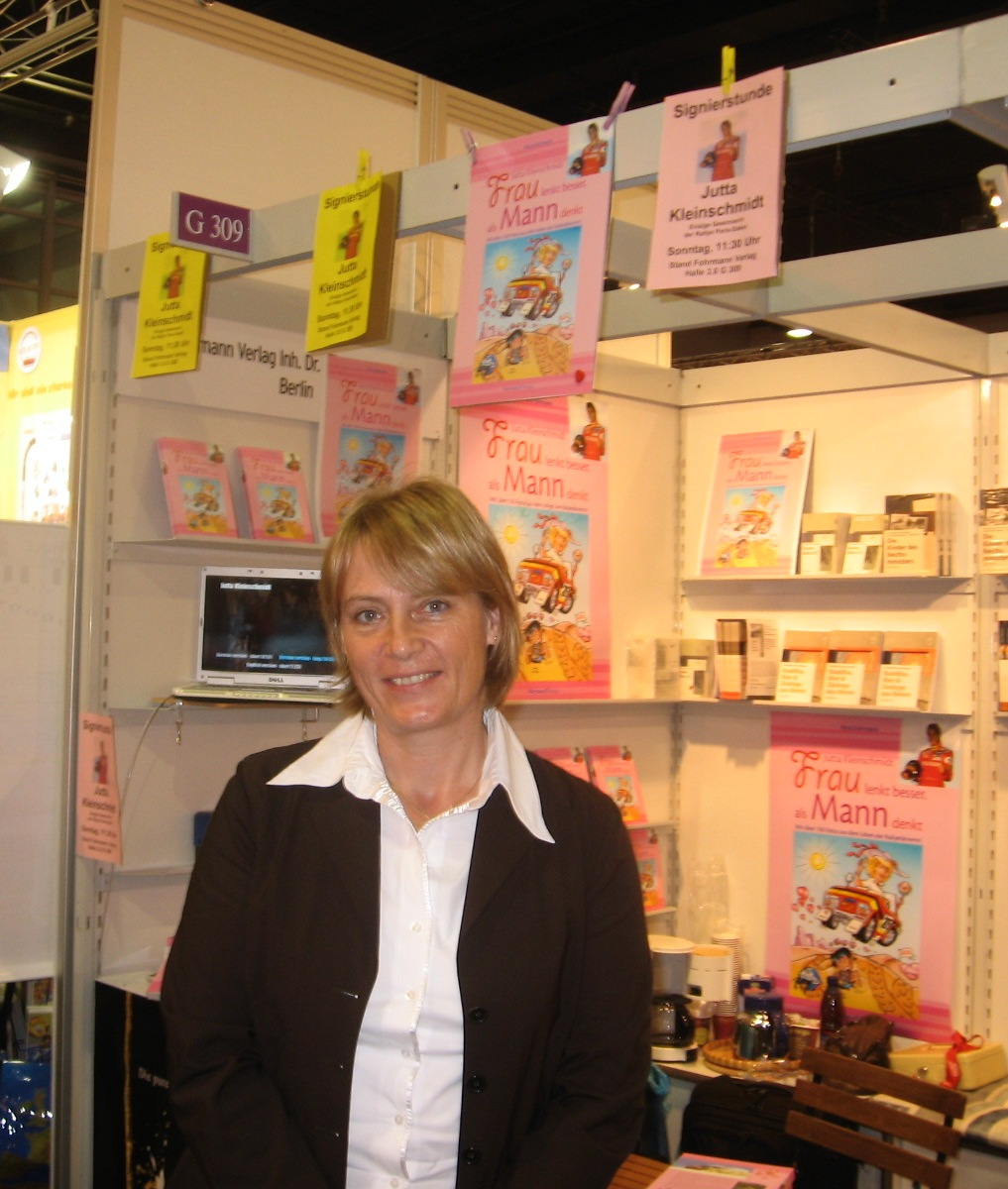
Jutta Kleinschmidt auf der Buchmesse in Frankfurt, 2010

Ihren ersten Rallye Raid fuhr Kleinschmidt 1987 mit dem Motorrad, die Pharaonen-Rallye in Ägypten. 1988 startete sie, ebenfalls mit dem Motorrad, ihre erste Paris-Dakar; dort schied sie aus, weil ihr Motorrad mit Diesel betankt worden war. Danach fehlte ihr das Geld für weitere Rallye-Teilnahmen. Bereits 1992 feierte sie mit dem Motorrad ihre ersten Siege und gewann die Damenwertung der Rallye Paris–Kapstadt und der Pharaonen-Rallye. Im selben Jahr startete sie erstmals mit dem Auto bei den 24-Stunden-Rennen am Nürburgring und in Spa-Francorchamps.
1993 nahm sie als Beifahrerin von Jean-Louis Schlesser in einem Schlesser Buggy an der UAE Desert Challenge teil. Ein Jahr später gewann sie die Damenwertung der Paris-Dakar mit dem Motorrad und wiederum die Pharaonen-Rallye, wo sie zudem Fünfte der Gesamtwertung wurde. Bei der UAE Desert Challenge 1994 siegte sie mit ihrem Mitsubishi Pajero in der Kategorie Serienfahrzeuge und erreichte den vierten Rang der Gesamtwertung. Zudem holte sie sich im selben und in den beiden Folgejahren den zweiten Rang im Marathon-Weltcup, in der Kategorie zweiradangetriebene Fahrzeuge.
1996 gewann sie die Damenwertung der Australian Safari und der UAE Desert Challenge. 1997 errang sie als erste Frau einen Etappensieg bei der Rallye Paris-Dakar. 1999 fuhr sie als Werkspilotin von Ralliart den Marathon-Weltcup. Bei der Rallye Dakar im gleichen Jahr wurde sie Dritte und erreichte als erste Frau einen Platz auf dem Treppchen.
Im Jahr 2000 fuhr sie erfolgreich in allen wichtigen internationalen Marathon-Rallyes des FIA Marathonrallye Worldcup als Werkspilotin von Ralliart. Im Laufe des Jahres löste der Deutsche Andreas Schulz ihre langjährige Copilotin Tina Thörner aus Schweden ab. Kleinschmidt wurde Zweite in der Gesamtwertung des Weltcups.
Im Laufe des Jahres 2001 wechselte Kleinschmidt von Ralliart Germany als Privatfahrerin zu Mitsubishi (MMC Japan). Dort erhielt sie einen Werks-Pajero des Vorjahres, der ca. 200 kg schwerer war als die aktuellen Werkswagen. Trotzdem gewann sie in diesem bisher erfolgreichsten Jahr ihrer Rennsportkarriere die Rallye Paris-Dakar und die Baja Italien und wurde jeweils Zweite in der Baja Portugal, der Rallye Marokko, in der Master Rallye und der Por Las Pampas Rallye. Im Marathon-Weltcup erreichte sie den zweiten Rang.
Ein Jahr später wurde sie bei der Dakar-Rallye Zweite. Im Mai des Jahres 2002 wechselte sie als Werkspilotin von Mitsubishi zu Volkswagen. Auf dem VW Tarek konnten sie und ihre neue Beifahrerin Fabrizia Pons aus Italien ihre bisherigen Erfolge nicht wiederholen. Auch das Jahr 2004 verlief nicht gerade erfolgreich: mit ihrem Rennmodell des VW Touareg wurde sie trotz eines Etappensiegs nur 21. im Gesamtklassement der Rallye Dakar. In der Rallye Marokko wurde sie mit Copilot Bobby Willis Vierte. 2005 erreichte sie bei der Rallye Dakar den dritten Rang.
Am 31. Januar 2006 lief ihr Vertrag mit Volkswagen aus, der seitens Volkswagen auch nicht verlängert wurde. Auf der Dakar-Rallye 2007 fuhr Kleinschmidt mit einem BMW X3 CC für das Team X-Raid BMW. Bei der Rallye kam sie – wieder zusammen mit ihrer früheren Copilotin Tina Thörner – auf den 15. Platz.
2013 startete sie beim 24-Stunden-Rennen auf dem Nürburgring in einem Audi TTS für das Team „pro Handicap e. V.“ und beendete das Rennen auf Platz 113.
Seit Juni 2021 tritt sie in der Extreme E für das Team ABT CUPRA XE an.

## Ehrungen
- Preis „Engineers in Motion“ vom Verein Deutscher Ingenieure (VDI), 2001
- Jury-Wahl zur „ADAC Motorsportlerin des Jahres“, 2001
- Zuschauer-Wahl zur „ARD Sportlerin des Jahres“, 2001
- Leser-Wahl zur „Rallyefahrerin des Jahres“ bei Motorsport aktuell, 2001
- Lord Wakefield Trophy des British Women Racing Drivers Club als „Herausragende weibliche Persönlichkeit im Motorsport 2001“